# کالینوفکا (شهرستان داولکانوفسکی، باشقیرستان)
کالینوفکا (انگلیسی: Kalinovka, Davlekanovsky District, Republic of Bashkortostan) یک شهرک در شهرستان داولکانوفسکی در استان باشقیرستان کشور روسیه است.